# Stenosigma allegrum
Stenosigma allegrum är en stekelart som först beskrevs av Edoardo Zavattari 1912.
Stenosigma allegrum ingår i släktet Stenosigma och familjen Eumenidae. Inga underarter finns listade i Catalogue of Life.